# Thisted FC
Thisted Fodbold Club (eller Thisted FC, TFC) er en dansk fodboldklub fra den nordjyske by Thisted der spiller i 2. division og har hjemmebane på Sparekassen Thy Arena; bedre kendt som Lerpytter Stadion.
Thisted FC rykkede på to sæsoner (04/05 og 05/06) rykket op fra Danmarksserien til 1. division. Klubben forsatte med at rykke op og ned i nogle år, og i dag spiller TFC i 2. division.
I 2017 rykkede klubben for første gang siden 2009 op i 1. division
Klubben stiftedes den 1. januar 1989. Før den tid spillede man fodbold i Thisted Idræts Klub. Den semiprofessionelle afdeling af klubben hedder Thisted FC Elite.

## Ekstern kilde/henvisning
- Thisted FCs officielle hjemmeside